# Săliștea (gmina)
Săliștea – gmina w Rumunii, w okręgu Alba. Obejmuje miejscowości Mărgineni, Săliștea, Săliștea-Deal i Tărtăria. W 2011 roku liczyła 2197 mieszkańców. 